# Caterina Colombini
Caterina Colombini (Siena, ... – Siena, 20 ottobre 1387) è stata una monaca cristiana italiana, fondatrice dell'Ordine femminile delle Gesuate, cugina del beato Giovanni Colombini, venerata come beata dalla Chiesa cattolica.

## Biografia
Figlia del nobile Tommaso, noto come cavaliere gaudente, verso il 1361 divenne seguace del cugino Giovanni e, rinunciato ai propri beni, si ritirò in una casa di sua proprietà. Presto le si unirono altre donne nobili di Siena a far vita comune di tipo contemplativo, pauperistico e penitenziale, cui si aggiungevano opere di carità, presumibilmente la cura dei poveri infermi. L'istituzione religiosa prese il nome di Povere Gesuate della Visitazione della Madonna e rimase in vita fino al 1872. Caterina ne rimase a capo, guidandola «più con l'esempio che con il rigore». La regola adottata fu quella di sant'Agostino: solo nel secolo successivo fu integrata dalle costituzioni dei Gesuati redatte dal beato Giovanni da Tossignano. Insieme al cugino e alla badessa di Santa Bonda nel 1363 si recò a Città di Castello «per far frutto con donne buone e valenti», ovvero per attività di evangelizzazione, presumibilmente. Dopo la morte del cugino Giovanni si trasferì con le consorelle nel monastero di San Sebastiano in Vallepiatta.
Morì il 20 ottobre 1387 dopo ventidue anni di vita religiosa.
Il monastero di Vallepiatta rimase il centro del loro movimento religioso, che per opera della compagna di Caterina di nome Andrea si espanse con fondazioni a Firenze, in Toscana, in Umbria e anche Italia settentrionale. A Vallepiatta nel 1575 si trovavano trentasei professe, cinque converse e una secolare in attesa dei voti. Il loro abito era costituito da una tonaca bianca con un mantello bruno tanè e un velo di lino sul capo. Con la bolla Romanus Pontifex del 6 dicembre del 1668 il papa Clemente IX soppresse i gesuati, ma non le monache: le sorelle della Visitazione di Maria sopravvissero fino al 1872.
A Pistoia, in Via San Marco era ubicato il Convento delle Ingesuate, dove venivano selezionate le suore idonee a prestare servizio di infermiere nello Spedale del Ceppo. A lato del Convento esisteva, sino al XVII secolo, la Chiesa del monastero, proprio dove attualmente si trova la fontana pubblica, ed essendo dedicata a San Sebastiano, protettore contro la peste, le Suore presero il nome di Monache di San Bastiano.
Mentre nel 1668 venne soppresso l'Ordine maschile dei Gesuati, con bolla di Papa Clemente IX, Giulio Rospigliosi di Pistoia, accusati di non rispettare più la loro regola, ma anche per favorire lo sviluppo dell'ordine dei Gesuiti. I gesuati venivano chiamati i frati dell'acquavite in quanto distillavano il vino e davano l'acquavite ai malati per sopportare meglio i loro dolori. Le suore di San Bastiano a Pistoia, continuarono invece a svolgere la loro opera di Misericordia.

## Culto
Il culto rimase sempre all'interno dell'ordine dei Gesuati, con la fine dei due rami del quale non ebbe altro seguito.